# Салонга (национальный парк)
Сало́нга (фр. Parc national de la Salonga) — национальный парк на территории Демократической республики Конго, прилегающий к центральной части бассейна реки Конго. Занимая площадь в 36000 км², Салонга является крупнейшей природоохраняемой территорией в Африке из числа тех, что расположены в зоне влажных тропических лесов. Добраться до парка можно только водным путём.

## История
Национальный парк был основан в 1974 году с целью защиты девственных экваториальных лесов. Включение в список Всемирного наследия ЮНЕСКО состоялось в 1984 году.
Вследствие разразившейся гражданской войны на востоке страны, в 1999 году национальный парк Салонга был включён в список объектов Всемирного наследия, находящихся под угрозой уничтожения. В 2021 году исключён из этого списка.

## Животный мир
В национальном парке можно встретить таких эндемичных видов животных, как африканский серый попугай, конголезский павлин, карликовый шимпанзе бонобо, лесной подвид слона, африканский узкорылый крокодил.
Также здесь водятся и такие типичные представители фауны, как лев, бегемот, буйвол и др.